# مارك كليمنس
مارك كليمنس (بالإنجليزية: Mark Clemens)‏ هو مصور أسترالي، ولد في 1961.